# Brasema antiphonis
Brasema antiphonis är en stekelart som först beskrevs av Girault 1922.  Brasema antiphonis ingår i släktet Brasema och familjen hoppglanssteklar. Inga underarter finns listade.